# 弗雷斯内达德阿尔塔雷霍斯
弗雷斯内达德阿尔塔雷霍斯，是西班牙卡斯蒂利亚-拉曼恰昆卡省的一个市镇。总面积60平方公里，总人口82人（2001年），人口密度1人/平方公里。